# Zetomimus spinosus
Zetomimus spinosus är en kvalsterart som först beskrevs av Hammer 1962.  Zetomimus spinosus ingår i släktet Zetomimus och familjen Ceratozetidae. Inga underarter finns listade i Catalogue of Life.